# Carlos Barbosa
Carlos Barbosa là một đô thị thuộc bang Rio Grande do Sul, Brasil. Đô thị này có diện tích 229,906 km², dân số năm 2007 là 23627 người, mật độ 102,77 người/km².